# Kurt Beythien
Adolf Ernst Kurt Beythien (* 12. September 1897 in Dresden; † 4. September 1974 ebenda) war ein deutscher Komponist und Lehrer.

## Leben
Kurt Beythien war der Sohn des Direktors des Städtischen Chemischen Untersuchungsamtes der Stadt Dresden Adolf Beythien. Nach dem Besuch des Realgymnasiums in Dresden und freiwilliger Kriegsteilnahme im Ersten Weltkrieg studierte er von 1919 bis 1924 Musik bei Theobald Werner in Dresden, bei Karl Hogrebe in Göttingen und bei Hermann Poppen in Heidelberg, von 1920 bis 1928 Chemie in Heidelberg, Göttingen und Dresden, ab 1927 Musikstudium bei Kurt Striegler in Dresden und Klavierspielstudium bei Karl Fehling. Außerdem hörte er Vorlesungen bei Eugen Schmitz (Musik- und Operngeschichte) und Theobald Werner (Theorie). Nach der Promotion 1929 heiratete er in Dresden die Geigerin Marianne Selle (1897–1971). Beide unterrichteten Privatschüler in ihrer Wohnung.
Er war ab 1929 Vorsitzender des Gewerbevereins im Gewerbehaus in der Ostra-Allee (bis 1945 Heimstätte der Dresdner Philharmonie).
Von 1946 bis 1965 war er Lehrer (ohne pädagogische Ausbildung) für Chemie und Musik an der Oberschule Dresden-Süd (dem heutigen Gymnasium Dresden-Plauen).
Sein Grab befindet sich auf dem Johannisfriedhof in Dresden-Tolkewitz.
Der Nachlass wird in der Sächsischen Landesbibliothek – Staats- und Universitätsbibliothek Dresden aufbewahrt.

## Werke (Auswahl)
- Bläser-Quintett in F-dur für Flöte, Oboe, Klarinette, Horn und Fagott, op. 7 (1930)
- Bratschensonate D-dur für Viola und Klavier, op. 13, Hofmeister Verlag (1930)
- Streichquartett e-moll
- Variationen und Fuge über ein Volkslied für Klavier, Violine und Violoncell, op. 22 (1937)
- Volkslied-Variationen über „Ein Heller und ein Batzen“ für vier Violinen, auch in chorischer Besetzung